# St Eval
St Eval – wieś w Anglii, w północnej Kornwalii. W 2011 roku liczyła 742 mieszkańców.
W latach 1939–1959 funkcjonowała tu baza lotnictwa RAF St Eval. Znajduje się tu kościół z przełomu XI/XII wieku, będący jedyną pozostałością po dawnej osadzie, w skład której wchodziło także kilka gospodarstw i pub. Budynki te zostały zburzone w celu budowy lotniska. Obecna zabudowa wsi znajduje się około 1,5 km na wschód i pochodzi z okresu powojennego.